# Congestión nasal
La congestión nasal es el bloqueo de la respiración nasal generalmente debido a que las membranas que recubren la nariz se hinchan debido a inflamación de los vasos sanguíneos.

## Fondo
En aproximadamente el 85% de los casos, la congestión nasal conduce a la respiración por la boca en lugar de la respiración nasal. Según Jason Turowski, MD de la Cleveland Clinic, "estamos diseñados para respirar por la nariz desde el nacimiento; es la forma en que los humanos han evolucionado". Esto se conoce como "respiración nasal obligada".
La congestión nasal puede interferir con la audición y el habla. Una congestión significativa puede interferir con el sueño, causar ronquidos y puede estar asociada con apnea del sueño o síndrome de resistencia de las vías respiratorias superiores. En los niños, la congestión nasal de las adenoides agrandadas ha causado apnea del sueño crónica con niveles insuficientes de oxígeno e hipoxia, así como insuficiencia cardíaca del lado derecho. El problema generalmente se resuelve después de la cirugía para extirpar las adenoides y las amígdalas, sin embargo, el problema suele recaer más adelante en la vida debido a alteraciones craneofaciales por congestión nasal crónica.

## Causas
- Alergias,[7] como fiebre del heno,[7] reacción alérgica al polen o al pasto
- Resfriado común[7] o influenza
- Rinitis medicamentosa,[7] una condición de rebote de congestión nasal provocada por el uso prolongado de descongestionantes tópicos (ej.., oximetazolina, fenilefrina, xilometazolina, y nafazolina)
- Sinusitis o infección de los senos nasales[7]
- Válvula nasal estrecha o colapsada[8]
- El embarazo puede hacer que las mujeres sufran congestión nasal debido al aumento de la cantidad de sangre que fluye por el cuerpo.[7]
- Pólipos nasales[7]
- Enfermedad por reflujo gastroesofágico (teorizado para causar rinosinusitis crónica, el "paradigma del reflujo de las vías respiratorias")[9]

### Obstrucción nasal
La obstrucción nasal caracterizada por un flujo de aire insuficiente a través de la nariz puede ser una sensación subjetiva o el resultado de una patología objetiva. Es difícil de cuantificar solo por quejas subjetivas o exámenes clínicos, por lo que tanto los médicos como los investigadores dependen tanto de la evaluación subjetiva concurrente como de la medición objetiva de las vías respiratorias nasales.
La prevalencia de la cifosis se ha relacionado con la obstrucción nasal en un estudio.

## Tratamiento
Según WebMD, la congestión se puede abordar mediante el uso de un humidificador, duchas calientes, beber líquidos, usar una olla neti, usar un aerosol nasal de solución salina y dormir con la cabeza elevada. También recomienda varios descongestionantes y antihistamínicos de venta libre. Un estudio de 2012 concluyó que la combinación de aerosoles nasales con "ejercicios de respiración nasal" (NBE) condujo a una mejoría de los síntomas.
La Cleveland Clinic también afirma que la congestión puede ser un signo de un tabique desviado, una condición que debe ser tratada por un médico.